# Аверченко, Николай Иванович
Никола́й Ива́нович Аве́рченко (18 декабря 1922 — 3 июля 1960) — участник Великой Отечественной войны, командир орудия 823-го артиллерийского полка 301-й стрелковой Сталинской ордена Суворова 2-й степени дивизии 9-го Краснознамённого стрелкового корпуса 5-й ударной армии 1-го Белорусского фронта. Герой Советского Союза (1946), старший сержант.

## Биография
Родился 18 декабря 1922 года в деревне Моисеенки ныне Городокского района Витебской области Белоруссии в крестьянской семье. Белорус. Образование неполное среднее. Работал в колхозе.
В Красной Армии с мая 1941 года. С июня 1942 года на фронте.
Командир орудия 823-го артиллерийского полка (301-я стрелковая дивизия, 9-й стрелковый корпус, 5-я ударная армия, 1-й Белорусский фронт) старший сержант Николай Аверченко в бою 14 апреля 1945 года по прорыву вражеской обороны на левом берегу реки Одер в районе населённого пункта Гольцов, расположенного северо-восточнее города Зеелов (Германия), уничтожил четыре пулемёта, ДЗОТ и большое количество гитлеровцев.
24 апреля 1945 года огнём прямой наводкой старший сержант Аверченко обеспечил форсирование реки Шпре стрелковым взводом.
27 апреля 1945 года в боях на улицах столицы гитлеровской Германии Берлина орудие старшего сержанта Аверченко всё время находилось в боевых порядках стрелкового батальона. Но автоматчики противника, засевшие в одном из домов, пропустили первую цепь советской пехоты и попытались выйти в тыл стрелковому подразделению Красной Армии.
Вверенное Аверченко орудие, следовавшее за пехотинцами, на перекрёстке улиц Фридрихштрассе и Хейдеманштрассе было встречено вражескими автоматчиками. Старший сержант Николай Аверченко, отрезанный от своих, решил принять бой с большой группой гитлеровцев. Он приказал одному из бойцов вести огонь из автомата по дому, где засели автоматчики противника, а сам с остальным расчётом перекатил орудие через перекрёсток и развернул его в начале улицы, отрезав путь отхода гитлеровцам.
Оставив наводчика у орудия, он с остальными воинами артиллерийского расчёта ворвался в дом и в рукопашной схватке внутри дома уничтожил десятерых и пленил двадцать вражеских солдат и офицеров. В этой схватке отважный командир орудия был тяжело ранен, но не оставлял свой боевой расчёт до конца дневного боя.
Указом Президиума Верховного Совета СССР от 15 мая 1946 года за образцовое выполнение боевых заданий командования на фронте борьбы с немецко-фашистскими захватчиками и проявленные при этом мужество и героизм старшему сержанту Аверченко Николаю Ивановичу присвоено звание Героя Советского Союза с вручением ордена Ленина и медали «Золотая Звезда» (№ 2866).
После войны Н. И. Аверченко продолжал службу в армии. В 1954 году он демобилизован. Жил и работал в городе Кунда в Эстонии. Скончался 3 июля 1960 года.

## Награды и звания
- Медаль «Золотая Звезда» Героя Советского Союза
- Орден Ленина
- Орден Красного Знамени
- Орден Отечественной войны II степени
- Медали

## Память
- Имя Н. И. Аверченко присвоено ГУО "Пальминская средняя школа"[2] в агрогородке Пальминка Городокского района Витебской области. В школьном музее одна из экспозиций посвящена Н. И. Аверченко.
- Имя Н. И. Аверченко на Аллее Героев Советского Союза — уроженцев Городокского района (2020), ул. Баграмяна в Городке (Витебская область). На стеле нанесен QR-код, позволяющий узнать информацию, посмотреть архивные фотографии и документы.